# Фабці
Фабці (словен. Fabci) — поселення в общині Ілірська Бистриця, Регіон Нотрансько-крашка, Словенія. Висота над рівнем моря: 634,6 м.